# اچ‌ام‌اس گلتیا (اف۱۸)
اچ‌ام‌اس گلتیا (اف۱۸) (به انگلیسی: HMS Galatea (F18)) یک کشتی بود که طول آن ۳۷۲ فوت (۱۱۳ متر) بود. این کشتی در سال ۱۹۶۳ ساخته شد.